# SN 2007lx
SN 2007lx – supernowa typu II odkryta 8 października 2007 roku w galaktyce M+00-01-36. W momencie odkrycia miała maksymalną jasność 20,50m.